# Semen Padang F.C.
O Semen Padang Football Club é um clube de futebol indonésio com sede em Padang. A equipe compete no Campeonato Indonésio de Futebol.

## História
O clube foi fundado em 1980.